# Émile Le Senne
Pour les articles homonymes, voir Le Senne.
Émile Le Senne, né le 13 novembre 1881 dans le 8e arrondissement de Paris et mort pour la France à Lille le 15 novembre 1914, est un historien français du XXe siècle. Son nom est inscrit au Panthéon parmi les 560 écrivains morts au champ d'honneur pendant la Première Guerre mondiale.

## Biographie
Émile Jean Le Senne, né le 13 novembre 1881, au no123 rue Saint-Lazare à Paris, est le fils d'Eugène Jean Napoléon Le Senne (1846-1938), directeur adjoint de compagnie d'assurance et de Marie Camille Henriette Dubarle (1856-1934).
Sa famille fait partie de la bourgeoisie parisienne : son grand-père est juge de paix et il a pour oncles l'auteur dramatique et critique musical Camille Le Senne (1851-1931) et l'avocat et député Charles Le Senne (1848-1901).
Élève au lycée Condorcet, il obtient le baccalauréat en 1900 et poursuit des études en droit, sciences politiques et économie. Il obtient, en 1907, le diplôme de docteur en droit avec une thèse sur l'économiste et homme politique Frédéric Bastiat (1801-1850). Il s'inscrit à l'École des sciences orientales et est élu secrétaire de la Conférence Molé-Tocqueville.
Il est incorporé au 39e régiment d'infanterie de novembre 1902 à septembre 1903 pour y faire son service militaire,.
Attiré par la littérature, il publie à 21 ans un recueil de poésie et sous le pseudonyme de Émile Elsen un ensemble de nouvelles intitulé L’Éternelle Aventure. Suivant l'exemple de son père, il se passionne pour l'histoire de Paris. Il devient ainsi secrétaire-général de la Société historique des VIIIe et XVIIe arrondissements en 1907 et secrétaire de la Société Victor Cousin.
En 1908, il publie une étude psychologique et historique sur la célèbre courtisane Esther Lachmann, dite La Païva (1819-1884).
Après avoir réussi les examens pour devenir notaire à Paris, il est mobilisé comme soldat au 19e bataillon de chasseurs à pied à Épernay. Il participe aux combats de la bataille de la Marne. Embarqué dans la course à la mer en octobre, le bataillon combat à la bataille de l'Yser. Blessé d'un coup de baïonnette à Wytschaete sur l'Yser le 11 novembre 1914 pendant la bataille d'Ypres, Émile Le Senne est fait prisonnier et évacué à l'hôpital militaire de Lille, alors aux mains des Allemands, où il meurt des suites de ses blessures le 15 novembre 1914,,. 
La citation qui accompagne la décoration à l'ordre de la médaille militaire dit qu'il est « parti au front comme volontaire, s'y est signalé de suite par son entrain, son enthousiasme et son moral élevé, donnant au feu l'exemple du courage et de l'intrépidité. A été mortellement blessé, le 11 novembre 1914, en entrainant un groupe de camarades dans une contre-attaque désespérée ». 

## Distinctions
- Médaille militaire, Journal officiel du 22 juillet 1920[11]
- Croix de guerre 1914-1918
- 1916 : Académie française - Prix Fabien pour Frédéric Bastiat et l’extension du rôle de l'État[12]

## Hommages
- Le nom d'Émile Le Senne est inscrit au Panthéon dans la liste des 560 écrivains morts pour la France pendant la guerre de 1914-1918[13].
- Son nom figure sur la plaque commémorative du cimetière et le monument aux morts de Marly-le-Roi.
- Après la mort de son frère Jean Camille Henri, également tombé au champ d’honneur le 19 février 1915, ses parents font une donation à l'Académie des inscriptions et belles-lettres qui crée un prix Émile Le Senne, décerné tous les deux ans, à un ouvrage d'études historiques sur Paris[10],[14],[15].

## Œuvres principales
- À voix basse, poèmes, 1902
- Frédéric Bastiat et l’extension du rôle de l'État, thèse de doctorat, 1906
- Madame de Païva, 1908 (ISBN 978-2357481138)
- Émile Elsen, L’Éternelle Aventure, nouvelles, 1911